# Fouvent-Saint-Andoche
Fouvent-Saint-Andoche är en kommun i departementet Haute-Saône i regionen Bourgogne-Franche-Comté i östra Frankrike. Kommunen ligger i kantonen Champlitte som tillhör arrondissementet Vesoul. År 2022 hade Fouvent-Saint-Andoche 201 invånare.

## Befolkningsutveckling
Antalet invånare i kommunen Fouvent-Saint-Andoche
| Referens: INSEE |